# Dürhölzen
Dürhölzen ist eine Ortschaft der Gemeinde Marienheide im Oberbergischen Kreis im Regierungsbezirk Köln in Nordrhein-Westfalen (Deutschland).

## Lage
Der Ort liegt etwa drei Kilometer vom Hauptort entfernt.

## Geschichte
Der Ort wurde im Jahr 1542 das erste Mal urkundlich erwähnt, als „Henneßgen to Doerhuyht“ in der Türkensteuerliste genannt wurde.
Der Weiler Dürhölzen gehörte bis 1806 zur Reichsherrschaft Gimborn-Neustadt. Nach seiner Zugehörigkeit zum Großherzogtum Berg (1806–1813) und einer provisorischen Übergangsverwaltung kam die Region aufgrund der auf dem Wiener Kongress getroffenen Vereinbarungen 1815 zum Königreich Preußen. Unter der preußischen Verwaltung gehörte der Ort zunächst zum Kreis Gimborn (1816–1825) und danach zum Kreis Gummersbach in der Rheinprovinz. Im Jahr 1843 hatte Dürhölzen 108 Einwohner (92 katholische und 16 evangelische), die in 18 Häusern wohnten.

## Freizeit

### Wander- und Radwege
Durch Dürhölzen führen folgende Rundwanderwege.
| Rund-/Wanderweg | Wegzeichen | Wegstrecke | Weglänge |
| Rundwanderweg   | A3         | Gimborn – Grunewald – Dürhölzen – nördlich Jedinghagen – Gimborn                                                      | 6,1 km   |
| Rundwanderweg   | A4         | Gimborn – Grunewald – südlich Siemerkusen – Winkel – Hütte – Dürhölzen – Jedinghagen – nördlich Erlinghagen – Gimborn | 9,5 km   |

## Bus- und Bahnverbindungen

### Linienbus
Haltestelle: Dürhölzen
- 399 Ortslinienverkehr Marienheide